# Týr
Týr是一支来自法罗群岛的乐队，将重金属和民谣金属融合一体，并带有强烈的前卫金属特点。他们的作品的主题几乎都围绕北欧古老的传说、神话和历史。2006年初，他们和奥地利的Napalm Records签约。乐队参加了2007年和2008年德国Ragnarök音乐节。
乐队成立于1998年1月。乐队的名称来源于北欧神话中的提尔。现任乐队成员包括主唱和吉他手海里·约恩森（Heri Joensen）、吉他手泰依·西本纳斯（Terji Skibenæs）、贝斯手贡纳尔·H·汤姆森（Gunnar H. Thomsen）和鼓手卡里·斯特赖莫伊（Kári Streymoy）。

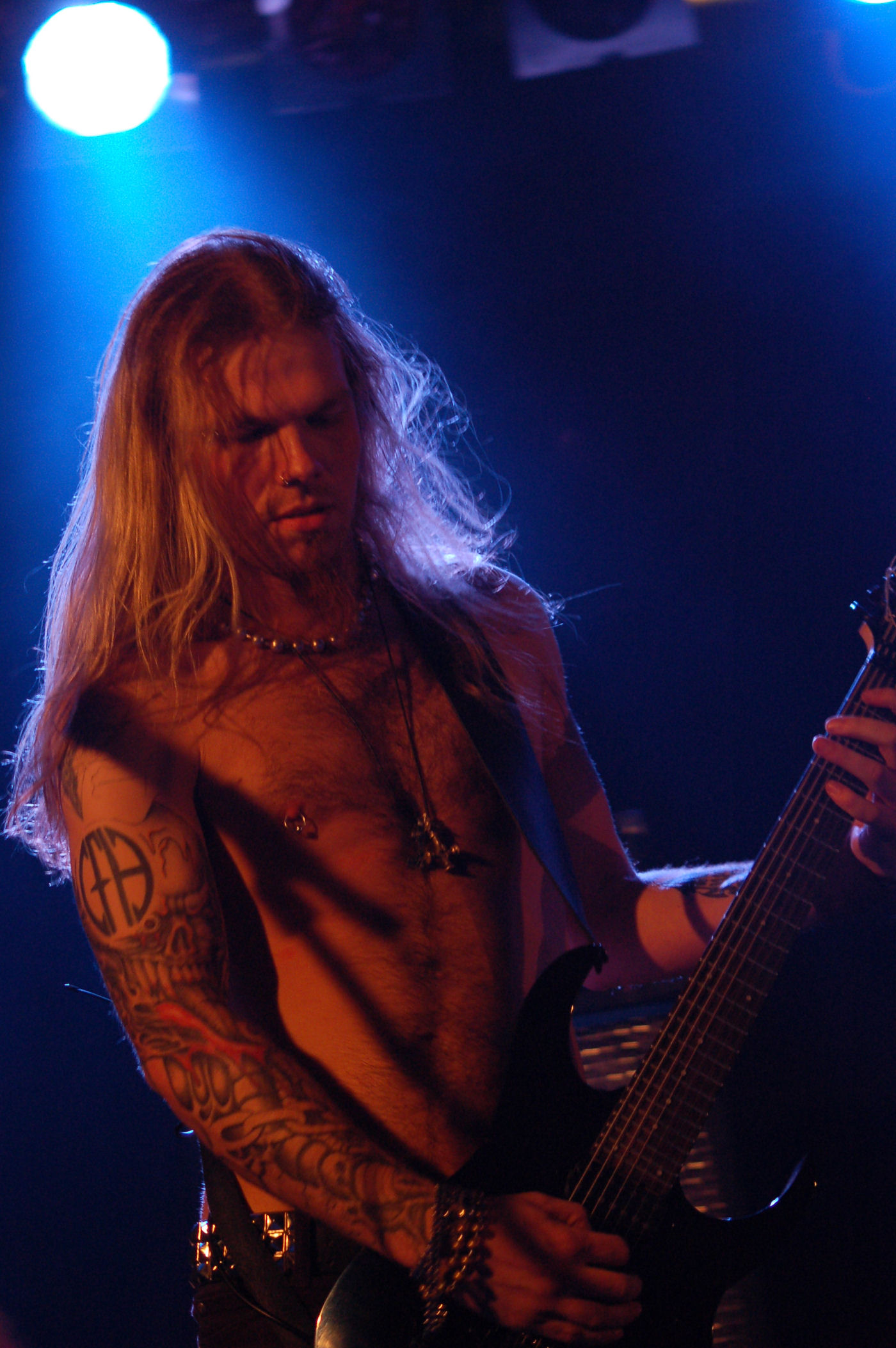
吉他手泰依·西本纳斯在2007重金属音乐节